# Cass Lake
Cass Lake és una població dels Estats Units a l'estat de Minnesota. Segons el cens del 2000 tenia 860 habitants.

## Demografia
Segons el cens del 2000, Cass Lake tenia 860 habitants, 331 habitatges, i 192 famílies. La densitat de població era de 291,3 habitants per km².
Dels 331 habitatges en un 32% hi vivien nens de menys de 18 anys, en un 24,2% hi vivien parelles casades, en un 27,2% dones solteres, i en un 41,7% no eren unitats familiars. En el 38,1% dels habitatges hi vivien persones soles el 19,9% de les quals corresponia a persones de 65 anys o més que vivien soles. El nombre mitjà de persones vivint en cada habitatge era de 2,59 i el nombre mitjà de persones que vivien en cada família era de 3,4.
Per edats la població es repartia de la següent manera: un 36,2% tenia menys de 18 anys, un 9,9% entre 18 i 24, un 23,1% entre 25 i 44, un 16,5% de 45 a 60 i un 14,3% 65 anys o més.
L'edat mediana era de 28 anys. Per cada 100 dones de 18 o més anys hi havia 76,5 homes.
La renda mediana per habitatge era de 20.583 $ i la renda mediana per família de 23.977 $. Els homes tenien una renda mediana de 22.614 $ mentre que les dones 20.066 $. La renda per capita de la població era de 9.569 $. Entorn del 25,4% de les famílies i el 29% de la població estaven per davall del llindar de pobresa.

## Poblacions més properes
El següent diagrama mostra les poblacions més properes.